# オーストラリア・キリスト教会
オーストラリア・キリスト教会（Australian Christian Churches ）(ACC)は、オーストラリアのキリスト教において最も多くの信者がいるペンテコステ派の教会のネットワークである。世界最大のペンテコステ派宗派であるワールド・アッセンブリーズ・オブ・ゴッド・フェローシップに加盟している。
1937年にクイーンズランドのアッセンブリーズ・オブ・ゴッド（AGQ）とオーストラリア・ペンテコステ派教会が合併し、オーストラリアのアッセンブリーズ・オブ・ゴッドが設立され、ここから発展した。2007年には37万5000人以上の会員を擁しており、「オーストラリア・キリスト教会」という公称を採用したが、2013年まで公的には、オーストラリアのアッセンブリーズ・オブ・ゴッド （Assemblies of God in Australia）として登録されていた。最大の教会であったヒルソング教会は、2018年に分離している。

## 教義
教義にはこの宗派の中心的な信念が含まれている。その20の条項は以下のように要約される。
1. 三位一体として唯一の真の神が存在する。
2. イエス・キリストは神の子であり、三位一体の第二位格として神である。
3. 聖霊は三位一体の第三位格である。聖霊は罪人を罪に気づかせ、再生させ、信者をすべての真理へと導く。
4. 聖書は神の啓示を受けたものであり、「信仰と行為のあらゆる事柄における最高権威」である。
5. 悪魔は、「主イエス・キリストを信じるすべての信者の信仰を破壊しようとする」実在の存在である。
6. 人間は神によって善良に創造されたが、自発的な罪のために堕落した。その結果、人は「本来の正しさから引き離された」（原罪を参照）。
7. キリストの十字架上の死によって、世の罪は完全に贖われた。
8. 救いは「神への悔い改めと主イエス・キリストへの信仰によってもたらされる」。この「新生」において、信者は再生し、義とされ、神の家族に迎え入れられる。
9. 教会はキリストの体であり、キリスト教の宗派に関係なく、キリストを受け入れるすべての人々で構成される。それは大宣教命令を果たすために働くことである。
10. 信者が単独で浸礼を受けるバプテスマは、キリストの死、埋葬、復活において信者がキリストと同一であることを世に宣言するものである。
11. キリストの苦しみと死を象徴的に思い出すために聖餐式を執り行うこと。
12. 聖化とは、「悪から離れ、神に献身する行為」である。
13. 聖霊のバプテスマは、回心に続く経験であり、キリストの効果的な証となる力をもたらす。異言を語ることは、この経験の最初の証である。
14. コリント人への手紙一第12章8-10節に記されているように、聖霊の9つの超自然的な賜物は、作用し続けている。アッセンブリーズ・オブ・ゴッドは、エフェソの信徒への手紙第4章11-13節に記されているように、五役者（奉仕の賜物。使徒、預言者、伝道者、牧師、教師）も信じてる。
15. 病者に対する神の癒しは、贖罪によって与えられる。
16. キリストの再臨は、千年王国を前にした、差し迫った、キリスト自身による再臨となるだろう。
17. キリストは地上に千年王国支配を確立するために再臨する。
18. 「神の愛を故意に拒絶し、軽蔑する」邪悪な者たちは「永遠の罰」を受けるだろう。
19. 「正義が宿る」新しい天と新しい地が存在する。
20. 天と地、そしてすべての原初の生命体は、「創世記に記されている起源の記述にあるように、神の具体的な直接的な創造行為によって作られた」。

20世紀末には、ペンテコステ派が伝統的に理解していたキリストの再臨や異言を最初の証として強調することは減っていった。同時に、教会成長運動と、信仰によって経済的により豊かになるという繁栄の神学が、この宗派のアイデンティティの重要な部分となった。

## 統計
この宗派は、オーストラリア全土に1,100以上の教会と225,000人以上の信者がいると主張している。 2007年時点では、加盟教会の平均信徒数は179人で、26の教会に1,000人以上の信者がいた。